# Torbidi amori
Torbidi amori (Dark Delusion) è un film del 1947 diretto da Willis Golbeck.

## Trama
Il dottor Gillespie, psicoanalista, chiede al giovane chirurgo Tommy Coalt di recarsi nella cittadina di Bayhurst per sostituire il precedente dottore locale, che è stato richiamato ad altri incarichi.
Uno dei primi casi di cui si deve occupare è quello di Cinthya Grace, una giovane ragazza della buona società, che dovrebbe dichiarare inferma di mente. Ma il dottore, sospettando qualche cosa, indaga sul passato della ragazza, riuscendo a guarirla dai gravi traumi subiti nell'infanzia.